# Herbert Lang (Mediziner)
Herbert Lang (* 4. August 1911 in Karlsbad, Böhmen; † 19. Juli 1997 in München) war ein deutscher Chirurg und Hochschullehrer in Prag und München.
Lang habilitierte sich 1944 bei Josef Hohlbaum an der Karl-Ferdinands-Universität. An der Ludwig-Maximilians-Universität München zum Professor ernannt, war er Ärztlicher Direktor und Chefarzt der Chirurgischen Abteilung vom  Rotkreuz-Krankenhaus I in München.
Er war Gründungsmitglied der Naturwissenschaftlichen Klasse der  Sudetendeutschen Akademie der Wissenschaften und Künste.

## Ehrungen
- Bundesverdienstkreuz 1. Klasse (1980)
- Bayerischer Verdienstorden